# Palača velikih knezov Litve
Palača velikih knezov Litve (litovsko Lietuvos Didžiosios Kunigaikštystės valdovų rūmai Vilniaus žemutinėje pilyje; poljsko Zamek Dolny w Wilnie) je palača v Vilni, Litva. Prvotno je bila zgrajena v 15. stoletju za vladarje Velike litovske kneževine in bodoče kralje Poljske. Palača, ki je na Spodnjem gradu Vilne, se je z leti razvijala in se sijala v 16. in sredi 17. stoletja. Štiri stoletja je bila palača politično, upravno in kulturno središče Poljsko-Litovske skupnosti. Porušena je bila leta 1801. Delo na novi palači se je začelo leta 2002 na mestu prvotne zgradbe in je bilo potrebnih 16 let, da so jo leta 2018 dokončali.

## Zgodovina

### Velika litovska kneževina
V 13. in 14. stoletju so bile znotraj mesta palače kamnite strukture; nekateri arheologi verjamejo, da je tam stala tudi lesena palača. Kamnita palača je bila zgrajena v 15. stoletju, očitno po večjem požaru leta 1419. Obstoječe kamnite stavbe in obrambne strukture Spodnjega gradu, ki so ovirale gradnjo, so porušili. Palača je bila zgrajena v gotskem slogu. V Zgornjem gradu in v palači naj bi bilo kronanje Vitolda Velikega. Gotska palača je imela tri krila; raziskave kažejo, da je šlo za dvonadstropno stavbo s kletjo .
Veliki knez Aleksander Jagielon, ki je pozneje postal kralj Poljske, je svojo rezidenco preselil v palačo, kjer se je srečal z veleposlaniki. Naročil je prenovo le-te. Po poroki s hčerko moskovskega velikega kneza Ivana III. je kraljevi par v njej živel in umrl.
Sigismund I. Poljski je po vzponu na veliki knežji prestol vodil svoje zadeve tako v palači kot v stolnici v Vilni. V času vladavine Sigismunda I. je bila palača močno razširjena, da bi zadostila novim potrebam velikega kneza. Dodali so še eno krilo, pa tudi tretje nadstropje, vrtove pa podaljšali. Po sodobnih navedbah je bila palača vredna 100.000 dukatov . Načrt obnove palače je verjetno pripravil italijanski arhitekt Bartolomeo Berrecci da Pontassieve, ki je zasnoval tudi več drugih projektov v Kraljevini Poljski. Sigismund I. je v tej palači pozdravil poslanca Svetega rimskega cesarstva, ki je Sigismunda leta 1517 predstavil Boni Sforza, svoji drugi ženi.
Sigismundov sin Sigismund II. Avgust je bil v palači okronan za velikega kneza Litve. Sigismund II. je nadaljeval z razvojnim delom in tam živel s prvo ženo Elisabeto Avstrijsko, hčerko Ferdinanda I., svetega rimskega cesarja. Počivata v stolnici v Vilni . Druga žena Sigismunda II., Barbara Radziwiłł, je prav tako živela v palači. Po sodobnih poročilih poslanca Svetega sedeža je palača takrat vsebovala več zakladov kot Vatikan. Sigismund II. je zbral tudi eno največjih zbirk knjig in tapiserij v Evropi .
Palača je bila v 16. stoletju preurejena v renesančnem slogu. Načrt je pripravilo več italijanskih arhitektov, med njimi Giovanni Cini da Siena, Bernardino de Gianotis Zanobi in drugi. Palačo je obiskal Ippolito Aldobrandini, ki je pozneje postal papež Klemen VIII.. Še en pomemben razvoj se je zgodil med vladanjem hiše Vasa. Palača je bila obnovljena v zgodnjem baročnem slogu v času vladavine Sigismunda III. Vasa. Matteo Castello, Giacopo Tencalla in drugi umetniki so sodelovali pri prenovi iz 17. stoletja.
Med vladavino Sigismunda III. se je zgodilo več pomembnih slovesnosti, med njimi poroka kneza Ivana, ki je pozneje postal švedski kralj Ivan III. in sestre Sigismunda II. Avgusta, Katarine. Leta 1634 je bila v palači uprizorjena prva opera v Litvi . Marco Scacchi in Virgilio Puccitelli sta bila impresarija opere.
Po ruski invaziji leta 1655 je država nazadovala in to je vplivalo tudi na grad. Avgusta 1655 je Vilno zajela ruska vojska. Poljska vojska je mesto ponovno zajela šest let pozneje, do takrat pa je palačo uničil požar. Palača je bila močno poškodovana in njeni zakladi oropani. Po obnovi mesta Vilna v letih 1660–1661 palača ni bila več primerna za državno rezidenco in je bila zapuščena približno 150 let. V poznem 18. stoletju, po padcu poljsko-litovske zveze, je v delih porušene palače živelo več družin. Kmalu po vključitvi Velike litovske kneževine v Ruski imperij so uradniki odredili rušenje preostalih delov palače. Zgradba je bila leta 1801 skoraj v celoti porušena, opeka in kamni so bili prodani, mesto pa je bilo zapuščeno.

### Po rušenju palače
Ohranjen je le majhen del zidov do drugega nadstropja v vzhodnem krilu, ki so ga okoli leta 1800 prodali judovskemu trgovcu Abrahamu Schlossbergu, ki jih je vgradil v svojo hišo. Po novembrski vstaji 1831 je Schlossbergovo hišo kupila in prevzela cesarska ruska vojska, ki je bila prisotna v bližnjih arzenalih. Ko je bila urejena trdnjava Vilne, je stavba postala del trdnjave, ki je bila sama obdana z jarkom. Schlossbergova hiša je na zemljevidu Vilne iz leta 1840 imenovana kot vojašnica (poljsko Koszary) . Do konca 19. stoletja je bil trdnjavski jarek na mestu nekdanje palače pokrit z zemljo in spremenjen v mestni park.
Potem ko je Litva po prvi svetovni vojni leta 1918 postala neodvisna, je Schlossbergova hiša postala sedež vojske. Poljske čete so jo kmalu po poljski aneksiji Vilne, spet zavzele. Med drugo svetovno vojno je bila v njej pisarna nemškega Wehrmachta, po vojni pa so jo uporabljale sovjetske varnostne strukture in jo pozneje preoblikovale v republiško palačo pionirjev. Pionirska organizacija je stavbo zapustila do leta 1987. Na mestu so se začela arheološka izkopavanja, saj je bila Schlossbergova hiša predlagana za Muzej ljudskega prijateljstva in za to preoblikovanje je bilo treba izvesti arhitekturno preiskavo.
Sporadična arheološka izkopavanja so bila izvedena že leta 1964, ko so se začela dela za vgradnjo centralnega ogrevanja v Schlossbergovi hiši.

### Gradnja
Po padcu železne zavese leta 1989 se je Litva ponovno osamosvojila. Leta 1994 so bila arheološka izkopavanja ustavljena zaradi pomanjkanja finančnih sredstev. Leta 1994 je Litovski inštitut za zgodovino ustanovil Grajsko raziskovalno skupino, ki je nadzirala arheološka izkopavanja. Schlossbergova hiša je bila uporabljena kot sedež skupine, v njej je bilo shranjeno arheološko gradivo, najdeno na tem mestu.
Do konca 1980-ih so arheološka izkopavanja zajela vse več ozemlja, izpostavljenost izkopanih kleti okoljskim vplivom (npr. vremenskim vplivom) je povzročila propadanje materialov (zlasti lesenih konstrukcij in opeke). Za rešitev te težave so se leta 1988 odločili za postavitev začasnih stavb - rastlinjakov (imenovanih tudi 'hangarji' zaradi rjavkaste barve in oblike teh zgradb). V začetku 1990-ih so v javnosti krožile tri možnosti za prihodnost palače. Prva možnost je bila pokrivanje izkopanih kleti palače z zemljo, vendar se je to zdelo neekonomično. Druga možnost je bila postavitev namenske stavbe na mestu palače, da bi se ohranile ruševine, vendar so nasprotniki te možnosti opazili morebitno vizualno onesnaženje starega mesta Vilne (saj je bilo leta 1994 vključeno na seznam Unescove svetovne dediščine). Tretja možnost je bila gradnja stavbe, podobne prvotni zgradbi. Zadnja možnost je bila deležna največ pozornosti s strani politikov, lobiral pa je predsednik Litve Algirdas Brazauskas. Leta 1993 je bil organiziran natečaj za arhitekturno oblikovanje in od sedmih projektov je na natečaju zmagala zasnova Rimasa Grigasa .
Do prve polovice 1990-ih se je funkcija palače v prihodnosti dvigovala. Sprva je bila palača predlagana kot prihodnja predsedniška palača, vendar je bila namesto nje uporabljena Palača umetnikov. Konec desetletja je Kazys Napoleonas Kitkauskas predlagal, da bi palačo uporabili za nacionalno umetniško galerijo (namesto tega se od leta 2009 uporablja stavba nekdanjega Muzeja revolucije). Leta 1999 je litovski muzej umetnosti izjavil, da bo stavba palače uporabljena kot muzej rezidenčne palače .
Kot del programa nacionalne gradnje je Seimas leta 2000 sprejel zakon za rekonstrukcijo palače. Tla so bila porušena poleti 2002 na južnem delu prvotne stavbe. V letih 2002–2004 in 2005–2006 so projekt palače spremenili predvsem zaradi arheoloških najdb, ki so jih našli na tem mestu in razprav o Schlossbergovi arhitekturni vrednosti hiše. Deli Schlossbergove hiše so postali del vzhodnega krila obnovljene palače . Stavba (in muzej, ki naj bi stavbo imel v lasti) je bila delno odprta med praznovanjem tisočletja imena Litve poleti 2009, čeprav zaradi pomanjkanja sredstev še ni bila dokončana. Konec julija 2009 so se gradbena dela nadaljevala in stavba je znova postala nedostopna za javnost.
Več zgodovinarjev, ki so bili proti obnovi, je navedlo veliko argumentov, zakaj obnova palače ni bila potrebna. Trdilo je, da bo novozgrajena palača uničila urbano pokrajino, oblikovano v zadnjih 300 letih. Vilnska stolnica bi palačo zasenčila, Gediminasov stolp pa ne bi bil viden iz stolnice. Opaženo je bilo tudi, da so bili uporabljeni materiali in tehnologije, ki niso bile znane v času prvotne gradnje (npr. armirani beton). Obnovo je financirala tudi država, medtem ko so bile številne verodostojne zgodovinske stavbe (predvsem graščine) v kritičnem stanju .
6. julija 2013 je bil del palače, znan kot Blok A, uradno odprt za javnost, 760 let po kronanju Mindaugasa . Od leta 2014 do 2018 so gradili del palače, znan kot Bloc B. Blok B in muzejska zgradba kot celota sta bila odprta 6. julija 2018 .

### Predsedovanje Svetu Evropske unije leta 2013
Med predsedovanjem Litve Svetu Evropske unije je bila palača uporabljena kot eno glavnih prizorišč za sestanke voditeljev evropskih držav. 28. novembra 2013 je med vrhom o vzhodnem partnerstvu v Vilni v palači potekala večerja s številnimi gosti, med njimi tudi nemška kanclerka Angela Merkel, britanski premier David Cameron, francoski predsednik François Hollande, poljski predsednik Bronisław Komorowski, predsednik Evropskega sveta Herman Van Rompuy, predsednik Evropske komisije José Manuel Barroso, predsednik Evropskega parlamenta Martin Schulz, podpredsednica Evropske komisije in visoka predstavnica Unije za zunanje zadeve in varnostno politiko baronica Catherine Ashton, komisar za širitev in evropsko sosedsko politiko Štefan Füle, komisar za trgovino Karel De Gucht, predsedniki Latvije, Cipra, Romunije in Slovaške; predsednika vlade Češke, Danske, Estonije, Grčije, Italije, Hrvaške, Luksemburga, Malte, Nizozemske, Portugalske, Slovenije, Švedske, Madžarske in Španije, kot tudi drugi visoki uradniki. Države, ki sodelujejo v programu vzhodnega partnerstva, so na vrhu zastopali armenski predsednik Serž Sargsyan, azerbajdžanski predsednik Ilham Alijev, ukrajinski predsednik Viktor Janukovič, gruzijski predsednik Giorgi Margvelashvili, moldavski premier Iurie Leancă in beloruski zunanji minister Vladimir Makei . 